# Daryl Gibson
Pour l’article homonyme, voir Gibson.
Pas d'image ? Cliquez ici

a Compétitions nationales et continentales officielles uniquement.

b Matchs officiels uniquement.
Dernière mise à jour le 12 novembre 2021.
 Daryl Peter Earl Gibson, né le 2 mars 1975 à Lumsden (Nouvelle-Zélande), est un joueur de rugby à XV néo-zélandais qui a joué avec les All-Blacks au poste de trois-quarts centre (1,81 m pour 98 kg). 

## Carrière

### Club et Province
En 2002, il a quitté la Nouvelle-Zélande pour jouer dans le championnat anglais.

### En équipe nationale
Il a joué avec l'équipe de Nouvelle-Zélande des moins de 21 ans en 1994-96 et avec les Māori de Nouvelle-Zélande.
Gibson a fait ses débuts internationaux le 18 juin 1999 contre l'équipe des Samoa et disputé son dernier test match le 10 août 2002 contre l'équipe d'Afrique du Sud.
Il a disputé cinq matchs de la coupe du monde de rugby 1999.

### Entraîneur
- 2009-2012 : Crusaders (entraîneur des arrières, adjoint de Todd Blackadder)
- 2013-2015 : Waratahs (entraîneur des arrières, adjoint de Michael Cheika)
- 2016-2019 : Waratahs (Entraîneur en chef)

## Palmarès

### En club
- 80 matchs avec Canterbury
- 78 matchs de Super 12 avec les Crusaders
- Vainqueur du Super 12 en 1998-1999-2000-202
- Vainqueur du NPC en 1997 et 2002

### En équipe nationale
- Quatrième de la Coupe du monde 1999
- Vainqueur du Tri-nations en 1999 et 2002

## Statistiques

### En équipe nationale
De 1999 à 2002, Daryl Gibson compte 19 sélections avec les All-Blacks, inscrivant 5 points. Avec les Kiwis, il dispute une Coupe du monde en 1999. Il participe à deux éditions du Tri-nations en 1999 et 2002.